# Estación de Achères - Grand-Cormier
La estación de Achères-Grand-Cormier es una estación ferroviaria francesa situada en el municipio de Saint-Germain-en-Laye en el departamento de Yvelines en la región Isla de Francia.

## Situación ferroviaria
La estación de Achères - Grande-Cormier está ubicada en punto kilométrico 21,250 de la línea París-Saint-Lazare a Le Havre. Está situada a 41 metros sobre el nivel del mar.

## Historia
La estación de origen (un simple apeadero), fue puesta en servicio el 9 de mayo de 1843 por la Compañía del ferrocarriles de París en Rouen, estaba ubicada un centenar de metros más al norte y llevaba el nombre Étoile de Conflans.
En los años 1920, el nombre de la estación se simplificó a Achères. En 1931, la supresión de los pasos a nivel de la carretera nacional 184 y la construcción de un doble puente conllevó el abandono de la antigua estación y la puesta en servicio del edificio actual. 
Se cambió de nombre a Achères-Grande-Cormier al ponerse en servicio la estación de Estación de Achères-Ville en 1979.
En la línea existía un apeadero denominado Village d'Achères, que fue destruido en los bombardeos del 7 al 8 de junio de 1944, cuyos andenes son todavía visibles.

## Servicio de viajeros
Posee dos andenes centrales: el andén A de una longitud de 212/226 m, y el andén B de una longitud de 247 m. Dispone de una taquilla para la compra de títulos de transportes Transilien.

### Servicios ferroviarios
Por Achères - Grande-Cormier pasan los trenes de la línea A  del RER, que recorren la rama A5 hacia Poissy.

### Intermodalidad
Está aislada en medio del bosque de Saint-Germain-en-Laye sobre la carretera de Saint-Germain-en-Laye a Pontoise. Su acceso para peatones se realiza desde la carretera nacional N184. Por las noches pasan autobuses Noctilien de la línea N152.

## Galería

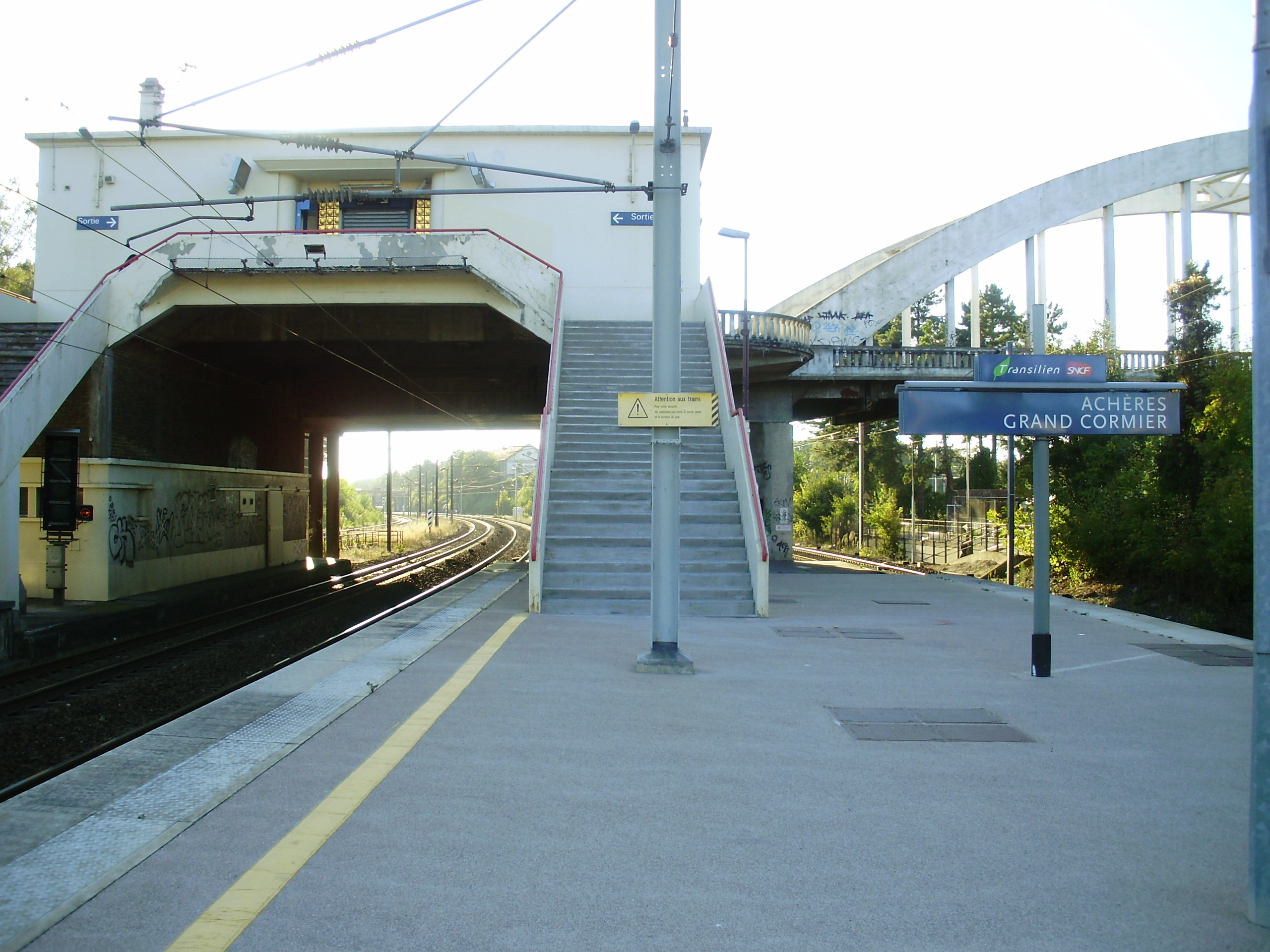
Edificio de viajeros.
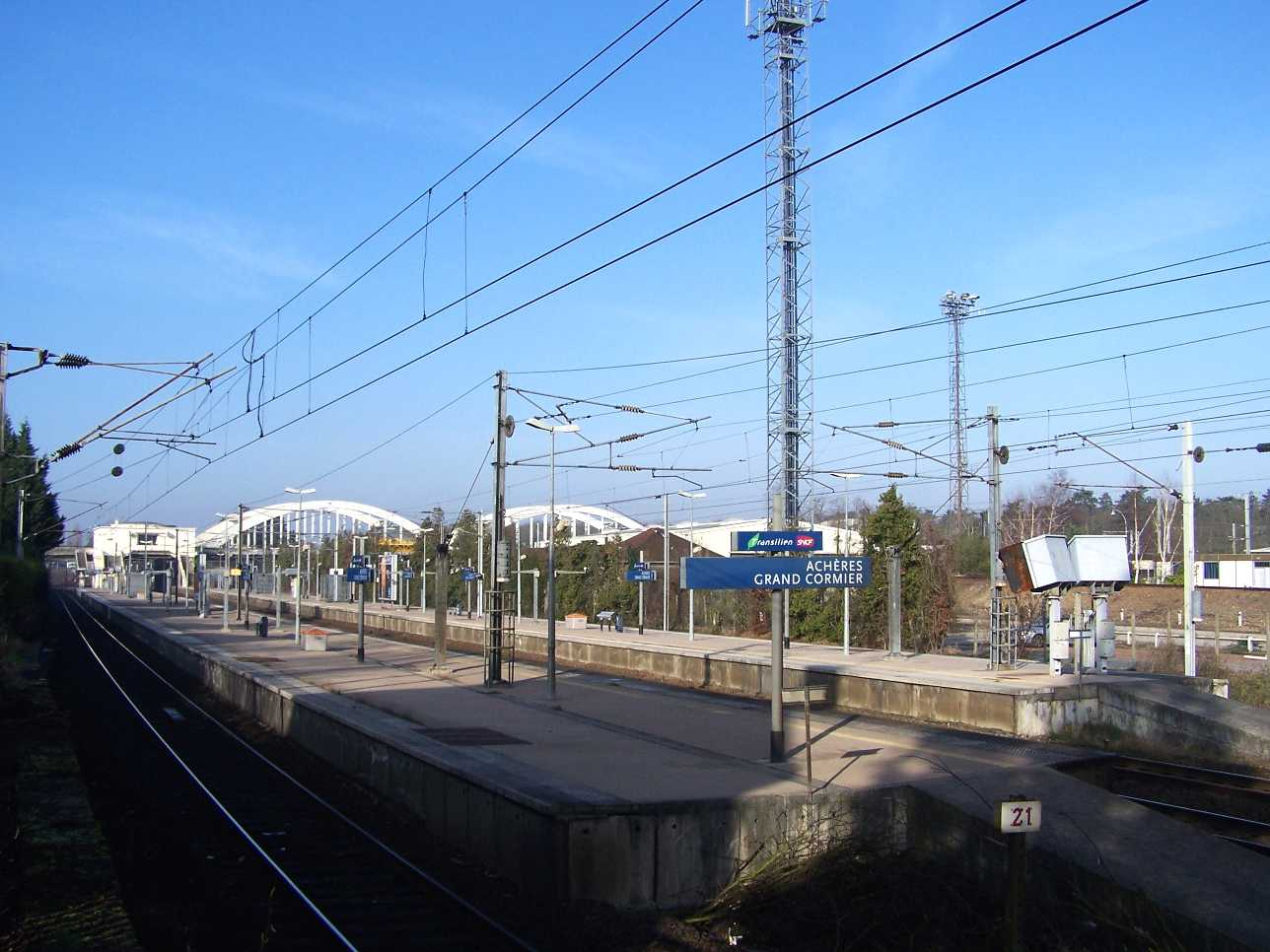
Andén de la estación.